# هتل وارویک نیویورک
هتل وارویک نیویورک (Warwick New York Hotel) نام یک هتل تاریخی و مجلل در منطقه منهتن در شهر نیویورک است.
این هتل در سال ۱۹۲۶ میلادی، ساخته شد و در خیابان ۵۴ غربی قرار دارد.

## میهمانان
در سال ۲۰۱۰ هیئت همراه محمود احمدی‌نژاد به نیویورک در این هتل اقامت گزیدند. وی در آن هتل ضیافتی با حزب نوین پلنگ سیاه (New Black Panther Party) ترتیب داد که روزنامه نیویورک پست از آن با عنوان «ضیافت هیولاها» نام برد.
در سال ۲۰۱۲ میلادی، محمود احمدی‌نژاد و هیئت ۱۴۰ نفره ایرانی هم‌راه وی در این هتل اقامت کردند.
جیمز دین، الیزابت تیلور، بیتلز، و الویس پریسلی از میهمانان همیشگی این هتل بودند.